# Horst Floth
Horst Floth (Karlsbad, 24 luglio 1934 – Feldafing, 6 ottobre 2005) è stato un bobbista tedesco.

## Biografia
Ai X Giochi olimpici invernali (edizione disputatasi nel 1968 a Grenoble, Francia) vinse la medaglia d'argento nel Bob a due con il connazionale Pepi Bader partecipando per la nazionale tedesca, dietro quella italiana, superando la formazione rumena.
Il tempo totalizzato fu di 4:42,54 con un distacco minimo rispetto all'italiana (4:41,54) e di poco superiore verso i terzi classificati (4:44,46).
Ai XI Giochi olimpici invernali vinse un'altra medaglia d'argento sempre con Pepi Bader, con un tempo di 4:58,84
Inoltre ai campionati mondiali vinse una medaglia d'oro nel 1970, sempre in coppia con Pepi Bader).